# Gaetano Morbioli
Gaetano Morbioli (Verona, 2 marzo 1967) è un regista di videoclip italiano.

## Biografia
Cresciuto in campagna, in un cascinale della contrada veronese Nesente, inizia lavorare a 14 anni come meccanico, ma per il basso stipendio l'anno successivo si impiega presso la ditta di traslochi Gomitoli.
Grazie alla cugina Beatrice, segretaria a Telenuovo, un'emittente televisiva di Verona, vi viene assunto come assistente dei cameraman, lavorando tra gli altri con Germano Mosconi (il quale lo renderà oggetto di uno scherzoso rimprovero divenuto celebre anni dopo). Nel 1991 assieme a Giorgio Gnugnoli e Marcello Rinaldi dirige e realizza un progetto per le discoteche, Match Music, che nel 1998 diventerà il primo canale via satellite di musica italiana. Nel 2002 Match Music viene venduta e fonda la società Run Multimedia.
Il primo video girato risale al 1994, al remix di DJ Miko della canzone What's Up? delle 4 Non Blondes. Firma le grafiche e la comunicazione di trasmissioni televisive come Rockpolitik ed il Festival di Sanremo nel 2005, 2006 e 2007. Si è occupato della regia dei Wind Music Awards, del concerto Amiche per l'Abruzzo svoltosi a San Siro nel 2009, e di ben tre trasmissioni della Rai: DUE, in prima serata su Rai 2 dal 2009 al 2011, Sorci verdi nella seconda serata della medesima rete nel 2015, e Ossigeno, sempre in seconda serata ma su Rai 3 nel biennio 2018-2019. Ha poi curato l'evento musicale Rock Economy di Adriano Celentano. 
Nel 2009 vince il Premio Videoclip Italiano per il  "Miglior Video dell'Anno" (categoria "Artista uomo"- sezione "produzione mainstream") con Il regalo più grande di Tiziano Ferro.
Nel 2013 realizza i promo TV per The Voice of Italy: dapprima ne realizza uno con i quattro coach, Noemi, Raffaella Carrà, Piero Pelù e Riccardo Cocciante.

## Ambientazione dei video
Ha girato i videoclip di numerosi cantanti e gruppi musicali, con la particolarità di ambientarli spesso nella sua città d'origine (Verona) o in provincia; infatti tra i tanti esempi di video girati in quei luoghi troviamo: Deca Dance di J-Ax, girato nella pineta del monte Santa Viola, nel paese di Azzago, Seguimi o uccidimi dei Sonohra, girato nell'Arena di Verona, oltre a Stai fermo lì di Giusy Ferreri, Calma e sangue freddo di Luca Dirisio sul Ponte di Castelvecchio, Credimi ancora e Stanco (Deeper Inside) di Marco Mengoni, Briciole e Per tutta la vita di Noemi, e Stupida, Estranei a partire da ieri, Arrivi tu di Alessandra Amoroso, Senza riserva, girato sul Ponte Diga Chievo, Tra due minuti è primavera girato tra Verona e il Lago di Garda a Lazise, Sento solo il presente di Annalisa girato al Parco giardino Sigurtà e ancora Eterna, singolo dei Dear Jack, girato nella Biblioteca Civica di Verona con alcune scene nel Giardino Giusti. Presso il Campus Pub, storica birreria nel quartiere di Veronetta, è stato girato il video 13 Buone Ragioni di Zucchero Fornaciari, secondo estratto dell'album Black Cat.

## Filmografia (parziale)

### Videoclip
- Daniele Groff - Lamerica (1999)
- Francesco Baccini - Ballata di un ragazzo qualunque (1999)
- Lùnapop - 50 Special (1999) [prima versione]
- Timoria - Un volo splendido (1999)
- Biagio Antonacci - Le cose che hai amato di più (2000)
- Lùnapop - Qualcosa di grande (2000)
- Lùnapop - 50 Special (2000) [seconda versione]
- Mariadele - Vorrei (2000)
- Plastico - Tubo (2000)
- Syria - Se t'amo o no, Fino al cielo (2000)
- Biagio Antonacci - Ritorno ad amare (2001)
- Plastico - Paranoia (2001)
- Syria - Fantasticamenteamore (2001)
- Timoria feat. Articolo 31 - Mexico,[4] (2001)
- Biagio Antonacci - Che differenza c'è (2002)
- Francesco Renga - Dove il mondo non c'è più (2002)
- Cesare Cremonini - Gli uomini e le donne sono uguali (2002)
- Gigi D'Alessio feat. Anna Tatangelo - Un nuovo bacio (2002)
- Mp2 - Entro il 23 (2002)
- Mp2 - Azzurro (2002)
- Subsonica - Nuova ossessione,[4] (2002)
- 883 - Quello che capita (2003)
- Articolo 31 - La mia ragazza mena (2003)
- BJ Energy - Starship (vs. Govinda) (2003)
- Carlo Mey Famularo - Konfusione (2003)
- Carlo Mey Famularo - Cerkami qui (2003)
- Carlo Mey Famularo - TuTeNeVai (2003)
- Carlo Mey Famularo - Non voglio pensare (2003)
- Cesare Cremonini - PadreMadre (2003)
- Cesare Cremonini - Latin Lover (2003)
- Cesare Cremonini - Gongi-Boy (2003)
- Dino Lenny - Call Me (2003)
- DJ Francesco - La canzone del capitano (2003)
- DJ Francesco - Salta (2003)
- Gemelli DiVersi - Mary (Strano Remix) (2003)
- Gemelli DiVersi - Tu corri! (2003)
- Hélène Ségara - On n'oublie jamais rien, on vit avec (feat. Laura Pausini) (2003)
- Laura Pausini - Surrender [versione europea]
- Laura Pausini I Need Love / De tu amor (2003)
- Lucky Star - Stile (2003)
- Nair - Shine On Now (You Are a Star) (2003)
- Nastia - Je ne sais plus (2003)
- Paolo Meneguzzi - Verofalso (2003)
- Paolo Meneguzzi - Lei è / Elle est / Ella es (2003)
- Syria - L'amore è (2003)
- Articolo 31 - L'italiano medio (2004)
- Articolo 31 - Senza dubbio (2004)
- Biagio Antonacci - Non ci facciamo compagnia (2004)
- Biagio Antonacci - Convivendo (2004)
- Cérena - Rosso (2004)
- Fiorello - Città vuota (2004)
- Frontiera - Zero in condotta (2004)
- Gabry Ponte - Figli di Pitagora (feat. Little Tony) (2004)
- Gemelli DiVersi - Un altro ballo (2004)
- Gigi D'Alessio - Quanti amori (2004)
- Gigi D'Alessio - Liberi da noi (2004)
- Laura Pausini - Vivimi / Víveme (2004)
- Laura Pausini - Prendo te (2004)
- Luca Dirisio - Calma e sangue freddo (2004)
- Luca Dirisio Il mio amico vende il tè (2004)
- Maria Dal Rovere - Te quiero (2004)
- Max Pezzali - Lo strano percorso (2004)
- Max Pezzali - Il mondo insieme a te,[5] (2004)
- Neffa - Le ore piccole (2004)
- Paolo Meneguzzi - Guardami negli occhi (prego) / Prends mon corps et ma vie / Mirame a los ojos (2004)
- Paolo Meneguzzi - Baciami / Bésame (2004)
- Paolo Meneguzzi - Una regola d'amore / Una regla de amor (2004)
- Pino Daniele - Pigro (2004)
- Pooh - Capita quando capita (2004)
- Riccardo Maffoni - Uomo in fuga (2004)
- Riccardo Maffoni - Viaggio libero (2004)
- Samuele Bersani - Pensandoti (2004)
- Ye Man - Sin pararse (vs. Gabry Ponte) (2004)

2005
- Anna Tatangelo - Ragazza di periferia, Quando due si lasciano, Qualcosa di te
- Biagio Antonacci - Sappi amore mio, Pazzo di lei
- Cesare Cremonini - Marmellata #25, Maggese
- DJ Francesco - Ridere ridere, Il panettiere
- Dolcenera - Mai più noi due
- Edoardo Bennato - Sarà falso, sarà vero (feat. Zeropositivo)
- Finley - Make Up Your Own Mind / Tutto è possibile
- Francesco Renga - Angelo, Un'ora in più
- Frankie hi-nrg mc - Dimmi dimmi tu
- Gabry Ponte - Sin Pararse (vs. Ye Man)
- Gemelli DiVersi - Prima o poi, Fotoricordo, A Chiara piace vivere
- Gigi D'Alessio - L'amore che non c'è, Non c'è vita da buttare, M'innamorerò sempre di te
- Laura Pausini - Come se non fosse stato mai amore / Como si no nos hubiéramos amado, Benedetta passione / Bendecida pasión, La prospettiva di me
- Luca Dirisio - Usami
- Massimo Di Cataldo - Scusa se ti chiamo amore
- Max Pezzali - Fai come ti pare,[5], Eccoti, Me la caverò,[5]
- Paolo Meneguzzi - Non capiva che l'amavo, Sara, Lui e lei
- Povia - Non è il momento
- Simone - Quando sei ragazzo
- Simona Bencini - Questa voce
- Simone Cristicchi - Vorrei cantare come Biagio, Studentessa universitaria
- Syria - Senza regole, Non è peccato,[6]
- Tiso - Balli solo Hip Hop
- Tommy Vee feat. Master Freeze - Hit That Dancefloor,[6]

2006
- Alexia & Nico - Qui pourra me dire
- Anna Tatangelo - Essere una donna
- Antonino - Un ultimo brivido[7]
- Cesare Cremonini - Le tue parole fanno male, Dev'essere così
- Finley - Diventerai una star / Dollars & Cars
- Fiorella Mannoia - Cravo e canela (feat. Milton Nascimento)
- Flaminio Maphia feat. Max Pezzali - La mia banda suona il rap,[5]
- Gigi D'Alessio - Primo appuntamento, Canterò di te
- Jerry Calà - Vita Smeralda
- Laura Pausini - Io canto / Je chante / Yo canto
- Luca Dirisio - Sparirò, La ricetta del campione
- Mietta - Il fiore
- Modà - Quello che non ti ho detto (Scusami)
- Povia - Ma tu sei scemo
- Riccardo Maffoni - Sole negli occhi
- Simone Cristicchi - Che bella gente
- Smartzee feat. Gilles Luka - It's On

2007
- Anna Tatangelo - Averti qui, Lo so che finirà
- Antonello Venditti - Dalla pelle al cuore
- Biagio Antonacci - Lascia stare, Sognami
- Chiaraluna - Faccio cose strane
- Fabrizio Moro - Parole rumori e giorni
- Finley - Adrenalina
- Francesco Renga - Cambio direzione, Ferro e cartone
- Gemelli DiVersi - Icaro
- Gigi D'Alessio - Un cuore malato (feat. Lara Fabian), Non mettermi in croce
- Irene Fornaciari - Un sole dentro
- Laura Pausini - Spaccacuore / Dispárame dispara
- Laura Pausini feat. Tiziano Ferro - Non me lo so spiegare / No me lo puedo explicar
- Laura Pausini - Destinazione Paradiso,[8]
- Laura Pausini - Y mi banda toca el rock,[8]
- Luca Carboni - Le band
- Luca Dirisio - L'isola degli sfigati
- Marco Baroni - Marta piange
- Mariangela - Ninna nanna
- Matteo Valli - Charlotte
- Mr. White Rabbit - Wonderful
- Pablo Ciallella - Dura la vita a Milano città
- Paolo Meneguzzi - Musica / Tu eres musica, Ti amo ti odio / Te amo te odio
- Pino Daniele - Back Home
- Raf - Salta più alto
- Simone Cristicchi - L'Italia di Piero
- Tiziano Ferro - E Raffaella è mia
- Vanilla Sky - Break It Out / 6come6

2008
- Anna Tatangelo - Il mio amico, Profumo di mamma
- Antonello Venditti - Regali di Natale, Scatole vuote
- Antonino - Resta come sei
- Barbara - Il respiro di te, Tentami
- Biagio Antonacci - Iris (tra le tue poesie) '08
- DuèM - Non potrò
- Fabrizio Moro - Eppure mi hai cambiato la vita
- Finley - Ricordi, Your Hero (feat. Belinda)
- Francesco Renga - Dimmi
- Frankie hi-nrg mc -  Rivoluzione, Pugni in tasca (feat. Paola Cortellesi)
- GHOST - Angie
- Gigi D'Alessio - Superamore
- Giorgia - Ora basta
- Giorgio Panariello - Perché no
- Irene Grandi - Bianco Natale
- J-Ax - I vecchietti fanno O
- Kelly Joyce - Rendez vous
- La Crus - Mentimi
- Lost - Tra pioggia e nuvole, Standby, Nel silenzio
- Marco Carta - Ti rincontrerò
- Melody Fall - Ascoltami, Salvami / I'm So Me
- Mietta - Baciami adesso
- Modà - Sarò sincero
- Neri per Caso - What a Fool Believes (feat. Mario Biondi)
- Nomoredolls - Killer
- Paolo Meneguzzi - Grande, Era stupendo
- Pino Daniele - Anema e core
- Raf - Ossigeno
- Rino De Maria - Rilassati un po'
- Rosario Miraggio - Prendere o lasciare
- Royal Circus - Clouds of Champagne
- Sara Corda (LaVallettaMora) - Dedica
- Sergio Cammariere - L'amore non si spiega
- Smodati - Ragazza del tempo migliore
- Sonohra - Love Show
- Sugarfree - Scusa ma ti chiamo amore
- Sugarfree - Splendida
- Tiziano Ferro - Alla mia età / A mi edad
- Uemmepi - Colore

2009
- Alessandra Amoroso - Stupida, Estranei a partire da ieri
- Broken Heart College - Nanana
- Davide Miotti - Dolce, Vali
- Dolcenera - Il mio amore unico, La più bella canzone d'amore che c'è, Un dolce incantesimo
- Febo - Dov'è la terra promessa?
- Filippo Perbellini - Cuore senza cuore
- Finley - Gruppo Randa
- Fiorella Mannoia - Ho imparato a sognare
- Gianna Nannini - Salvami (feat. Giorgia)
- Gigi D'Alessio - Mezzanotte e un minuto
- Giusy Ferreri - Stai fermo lì, La scala (The Ladder)
- Irene Fornaciari - Spiove il sole
- J-Ax - Tre paperelle (feat. Irene Viboras), Deca Dance, Anni amari (feat. Pino Daniele), Immorale
- Jury - Mi fai spaccare il mondo
- Laura Pausini - Primavera in anticipo (It Is My Song) / Primavera anticipada (It Is My Song) (feat. James Blunt), Un fatto ovvio / Un hecho obvio, Con la musica alla radio / Con la música en la radio, Non sono lei / Ella no soy
- Lola Ponce - Fuori di me / Fuera de mì
- Lost - Sulla mia pelle (feat. Joel Madden), Sopra il mondo
- Luca Napolitano - Forse forse
- Marco Carta - La forza mia, Dentro ad ogni brivido
- Martina Stavolo - Bisogna fare l'amore
- Noemi - Briciole, L'amore si odia (feat. Fiorella Mannoia)
- Mario Biondi - Be Lonely
- Pier Cortese - Grazie[9]
- Pino Daniele - Il sole dentro di me (feat. J-Ax)
- Samuele Bersani - Un periodo pieno di sorprese
- Senhit - No More
- Sergio Cammariere - Carovane
- Sonohra - Seguimi o uccidimi
- Tony Maiello - Ama calma
- The Bastard Sons of Dioniso - L'amor carnale,[10]
- Tiziano Ferro - Il regalo più grande / El regalo más grande, Indietro, Breathe Gentle (feat. Kelly Rowland)
- Tony Maiello - Ama calma
- Tricarico - Il bosco delle fragole
- Valerio Scanu - Ricordati di noi
- Xela - Venere di cenere

2010
- Alessandra Amoroso - Arrivi tu
- Amiche per l'Abruzzo - Donna d'Onna
- Biagio Antonacci - Se fosse per sempre, Inaspettata (Unexpected) (feat. Leona Lewis), Chiedimi scusa, Buongiorno bell'anima
- Davide Mogavero - Il tempo migliore
- Donato Santoianni - Cercami
- Due di Picche - Faccia come il cuore, Fare a meno di te
- Carmen Serra - Fiaba
- Edoardo Bennato - È lei
- Emma - Calore, Cullami
- Enrico Nigiotti - Libera nel mondo
- Fabio Ingrosso - 18 febbraio
- Federica Camba - Uno più uno fa mille
- Francesco Renga - Un giorno bellissimo
- Gianluca Grignani - Sei sempre stata mia, Il più fragile, Sei unica
- Giusy Ferreri - Ciao amore ciao
- Gigi D'Alessio - Vita, Adesso basta
- Irene Grandi - La cometa di Halley, Alle porte del sogno
- J-Ax - Domenica da coma
- Jacopo Ratini - Su questa panchina
- L'Or - La notte svela (feat. Alex Life)
- Laura Pausini - Casomai / Menos mal
- Le Vibrazioni - Invocazioni al cielo
- Loredana Errore - L'ho visto prima io
- Luca Dirisio - Nell'assenzio, La pazienza
- Luca Marino - Non mi dai pace
- Luca Napolitano - A sud di NY (feat. Federica Camba)
- Marco Carta - Quello che dai, Niente più di me
- Marco Mengoni - Credimi ancora, Stanco (Deeper Inside)
- Mitch e Squalo - Boom Boom (Mitch Remix)
- Modà - Sono già solo, La notte
- Nicolas Bonazzi - Dirsi che è normale
- Noemi - Per tutta la vita
- Ordarada - Sto benissimo
- Paola & Chiara - Pioggia d'estate / Lluvia en verano
- Pierdavide Carone - La prima volta
- Pino Daniele - Boogie Boogie Man
- Sonohra - Baby, Good Luck My Friend
- The Sun - 1972
- Tony Maiello - Il linguaggio della resa
- Valerio Scanu - Per tutte le volte che...

2011
- Adriano Celentano - Non so più cosa fare
- Antonello Venditti - Unica (Mio danno ed amore)
- BTwins - Brilli (You Shine)
- Emma - Arriverà (feat. Modà)
- Entics - Quanto sei bella
- Fedez - Faccio brutto
- Francesca Nicolì - Io nego
- Giorgia - Il mio giorno migliore, È l'amore che conta, Inevitabile (feat. Eros Ramazzotti)
- Gianna Nannini - Ti voglio tanto bene
- Gianni Morandi - Rinascimento
- Giusy Ferreri - Il mare immenso
- Grido - Fumo e malinconia (feat. Sylvie Simbi), Sei come me (feat. Laura Bono), Superblunt (feat. Danti, Tormento e Sud Sound System)
- J-Ax - Domenica da coma, I Love My Bike
- Laura Pausini - Benvenuto / Bienvenido, Non ho mai smesso / Jamás abandoné
- Loredana Errore - Il muro
- Mauro Ermanno Giovanardi & La Crus - Io confesso
- Modà - Vittima, Tappeto di fragole, Salvami
- Noemi - Odio tutti i cantanti
- Raf - Un'emozione inaspettata, Senza cielo
- Riccardo Maffoni - Uomo in fuga [nuova versione]
- Roberto Amadè - Come pioggia
- Simona Molinari - Forse (feat. Danny Diaz)
- Simone Perrone - Dannato amore
- Tiziano Ferro - La differenza tra te e me / La diferencia entre tú y yo
- Zucchero Fornaciari - Vedo nero / Devil in My Mirror

2012
- Alessandra Amoroso - Ti aspetto, Ciao
- Alessandro Casillo - Mai
- Annalisa - Senza riserva, Tra due minuti è primavera
- Antonello Venditti - Forever
- Arisa - La notte, L'amore è un'altra cosa, Meraviglioso amore mio
- Biagio Antonacci - Ti dedico tutto, Non vivo più senza te, Insieme finire, L'evento
- Bianca Atzei - L'amore vero
- BTwins - Girl
- Celeste Gaia - Carlo
- Cesare Cremonini - Il comico (sai che risate)
- Gemelli DiVersi - Per farti sorridere
- Laura Pausini - Bastava / Bastaba, Celeste
- Marracash - Sabbie mobili, Giusto un giro (feat. Emis Killa)
- Max Pezzali - Sempre noi (feat. J-Ax)
- Micaela - Splendida stupida
- Modà - Come un pittore (feat. Jarabe de Palo)
- Raf - Le ragioni del cuore, In questa notte
- Stadio - La promessa (feat. Noemi)
- The Sun - Onda perfetta
- Tiziano Ferro - L'ultima notte al mondo / La última noche del mundo, Troppo buono

2013
- Adriano Celentano - Io non ricordo (Da quel giorno tu)
- Alessandra Amoroso - Amore puro, Fuoco d'artificio
- Andrea Nardinocchi - Persi insieme
- Annalisa - Scintille, Alice e il blu, A modo mio amo
- Baby K - Killer (feat. Tiziano Ferro), Non cambierò mai (feat. Marracash), Sei sola (feat. Tiziano Ferro)
- Biagio Antonacci - Dimenticarti è poco
- Chiara Galiazzo - Mille passi (feat. Fiorella Mannoia), L'esperienza dell'amore
- Fabri Fibra - Ring Ring, Panico (feat. Neffa)
- Fedez - Si scrive schiavitù si legge libertà
- Gianna Nannini - Nostrastoria, Inno
- Gianni Morandi - Solo insieme saremo felici, Bisogna vivere
- Giorgia - Quando una stella muore
- Laura Pausini - Limpido / Limpido (feat. Kylie Minogue), Se non te
- Marco Mengoni - Non passerai, Pronto a correre
- Maria Troisi - Never Fall in Love Again (Rain)
- Mario Biondi - What Have You Done to Me, Deep Space, My Christmas Babe (The Sweetest Gift)
- Michele Bravi - La vita e la felicità
- Max Pezzali - L'universo tranne noi, Ragazzo inadeguato
- Modà - Se si potesse non morire, Come l'acqua dentro il mare, Gioia, Dimmelo, Non è mai abbastanza
- Simona Molinari - La felicità (feat. Peter Cincotti)
- Tiziano Ferro - La fine

2014
- Alessandra Amoroso - Non devi perdermi, Bellezza, incanto e nostalgia, L'hai dedicato a me
- Anna Tatangelo - Senza dire che, Muchacha
- Annalisa - Sento solo il presente, L'ultimo addio
- Arisa - Quante parole che non dici
- Biagio Antonacci - Dolore e forza, Tu sei bella
- Bianca Atzei - Non è vero mai (feat. Alex Britti)
- Cristiano De André - Il cielo è vuoto, Invisibili
- Dear Jack - Domani è un altro film, La pioggia è uno stato d'animo, Ricomincio da me, Wendy
- Fiorella Mannoia - Le parole perdute
- Francesca Michielin - Amazing
- Francesco Renga - Vivendo adesso, Il mio giorno più bello nel mondo, A un isolato da te
- Gianluca Grignani - Non voglio essere un fenomeno, A volte esagero
- Gianna Nannini - Lontano dagli occhi
- Gianni Morandi - Prima che tutto finisca
- Gigi D'Alessio - Vivi
- Giusy Ferreri - Ti porto a cena con me
- Laura Pausini - Vìveme (feat. Alejandro Sanz), Dove resto solo io, Donde quedo solo yo (feat. Álex Ubago), Sino a ti (feat. Thalía)
- Marco Mengoni - La valle dei re
- Max Pezzali - I cowboy non mollano
- Michele Bravi - Un giorno in più, In bilico
- Modà - La sua bellezza, Dove è sempre sole (feat. Jarabe de Palo), Cuore e vento (feat. Tazenda), Come in un film (feat. Emma)
- Roby Facchinetti - Un mondo che non c'è, Ma che vita la mia
- Tiziano Ferro - Senza scappare mai più / No escaparé nunca más

2015
- Alessandra Amoroso - Grito y no me escuchas
- Andrea Bocelli - E più ti penso (feat. Ariana Grande), Nelle tue mani (Now We Are Free)
- Anna Tatangelo - Libera, Inafferrabile,[11]
- Annalisa - Una finestra tra le stelle, Splende
- Baby K - Roma-Bangkok (feat. Lali) [seconda versione]
- Biagio Antonacci - L'amore comporta
- Bianca Atzei - Il solo al mondo, Ciao amore, ciao (feat. Alex Britti), In un giorno di sole, Riderai
- Cesare Cremonini - Buon viaggio (Share the Love), Lost in the Weekend
- Claudio Baglioni - Capitani coraggiosi (feat. Gianni Morandi)
- Dear Jack - Eterna
- Francesco Renga - L'amore altrove (feat. Alessandra Amoroso), Era una vita che ti stavo aspettando
- Gianna Nannini - L'immensità, Dio è morto, Vita nuova, Tears
- Gigi D'Alessio - Guaglione (feat. Briga)
- Giò Sada - Il rimpianto di te
- Il Volo - Per te ci sarò, Si me falta tu mirada
- Marco Masini - Che giorno è
- Marco Rotelli - Parlami... cercami
- Mario Biondi - Love Is a Temple
- Max Pezzali - Sopravviverai
- Modà - E non c'è mai una fine
- Nek - Fatti avanti amore / Sigue hacia adelante, Se telefonando, Io ricomincerei
- Pierdavide Carone - Sulle ali del mondo
- Pooh - Pensiero '15
- Raf - Come una favola, Rimani tu, Eclissi totale
- Syria - Come stai
- Timothy Cavicchini - Fondamentalmente
- Tiziano Ferro - Incanto, Encanto (feat. Pablo López), Lo stadio / Un Estadio, Il vento
- Zero Assoluto - L'amore comune

2016
- Álvaro Soler - Libre (feat. Emma)
- Annalisa - Il diluvio universale, Se avessi un cuore
- Arisa - Guardando il cielo
- Benji & Fede - New York
- Biagio Antonacci - Cortocircuito, One Day (tutto prende un senso) (feat. Pino Daniele)
- Bianca Atzei - La strada per la felicità (Laura)
- Chiara Grispo - Blind, Come On
- Francesco Gabbani - In equilibrio
- Francesco Renga - Guardami amore, Il bene, Migliore
- Frankie hi-nrg mc - Unti e bisunti
- Giordana Angi - Chiusa con te (XXX)
- Giusy Ferreri - Come un'ora fa
- Grido - Gravità zero, Strade sbagliate (feat. Chiara Grispo)
- Laura Pausini - Santa Claus Is Coming to Town / Santa Claus llegó a la ciudad, Noël Blanc
- Matteo Markus Bok - Sunshower
- MinaCelentano - Amami amami, Ma che ci faccio qui, Prisencolinensinainciusol
- Lodovica Comello - Non cadiamo mai
- Lorenzo Fragola - Luce che entra
- Luca Carboni - Happy
- Nek - Uno di questi giorni, Unici / Únicos, Differente / Diferente
- Pooh - Chi fermerà la musica '16, Noi due nel mondo e nell’anima '16
- Rocco Hunt - Stella cadente (feat. Annalisa)
- Soul System - She's Like a Star
- The Kolors - Me Minus You
- Tiziano Ferro - Potremmo ritornare / Podríamos regresar
- Zero Assoluto - Di me e di te, Una canzone e basta
- Zucchero Fornaciari - Partigiano reggiano, Voci, Fatti di sogni / Hechos de sueños (feat. Alejandro Sanz), 13 buone ragioni, Ti voglio sposare (feat. Tomoyasu Hotei), Streets of Surrender (S.O.S.) (feat. Mark Knopfler)

2017
- Andrea Damante - Always
- Baby K - Venerdì
- Bianca Atzei - Ora esisti solo tu, Abbracciami perdonami gli sbagli
- Cesare Cremonini - Poetica
- Elodie - Tutta colpa mia, Verrà da sé, Semplice
- Endless Harmony - Cyborg,[12]
- Gheri - Una domenica d'estate
- Gaia - Fotogramas
- Gigi D'Alessio -  Benvenuto amore, Emozione senza fine
- Giusy Ferreri - Fa talmente male, Partiti adesso
- Lodovica Comello - 50 Shades of Colours
- Marco Masini - Tu non esisti, Signor tenente
- Matteo Markus Bok - Miracle, This Christmas
- MinaCelentano - A un passo da te, Eva
- Nina Zilli - Domani arriverà (Modern Art)
- Paola Turci - Un'emozione da poco
- Raf - Come una danza (feat. Umberto Tozzi)
- Renato Zero - Ti andrebbe di cambiare il mondo?
- Riki - Balla con me
- Roby Facchinetti & Riccardo Fogli - Le donne ci conoscono, Il segreto del tempo
- Ron - L'ottava meraviglia
- Sergio Sylvestre - Con te, Planes, Oh Happy Day
- Silvia Salemi - Potrebbe essere
- Takagi & Ketra - L'esercito del selfie (feat. Lorenzo Fragola e Arisa)
- Tiziano Ferro - Il conforto (feat. Carmen Consoli), Lento/Veloce, Il mestiere della vita
- Zucchero Fornaciari - Ci si arrende (feat. Mark Knopfler), L'anno dell'amore, Ten More Days, Hey Lord, La tortura della Luna, Terra incognita

2018
- Andrea Bocelli - Qualcosa più dell'oro / Tu eres mi tesoro, If Only (feat. Dua Lipa), Fall on Me (feat. Matteo Bocelli), Amo soltanto te (feat. Ed Sheeran), Ave Maria pietas (feat. Aida Garifullina)
- Bianca Atzei - Fire on Ice, Risparmio un sogno
- Cesare Cremonini - Nessuno vuole essere Robin,[13]
- Cesare Cremonini - Kashmir-Kashmir
- Cesare Cremonini - Possibili scenari
- Claudio Baglioni - Al centro
- Dear Jack - Non è un caso se l'amore è complicato, L'impossibile
- Enrico Nigiotti - Complici (feat. Gianna Nannini)
- Gianna Nannini - Amore gigante
- Gianni Morandi - Ultraleggero
- Laura Pausini - Non è detto / Nadie ha dicho, Frasi a metà, La soluzione, La solución (feat. Carlos Rivera), Il coraggio di andare / El valor de seguir adelante (feat. Biagio Antonacci)
- Max Pezzali/Nek/Francesco Renga - Strada facendo
- Nesli - Immagini, Viva la vita
- Nina Zilli - Senza appartenere, 1XUnattimo
- Paola Turci - Eclissi
- Takagi & Ketra - Da sola/In the Night (feat. Tommaso Paradiso ed Elisa), Amore e capoeira (feat. Giusy Ferreri e Sean Kingston)
- Tiziano Ferro - "Solo" è solo una parola
- Vincenzo Incenzo - Je suis

2019
- Alberto Urso - Accanto a te
- Arisa - Una nuova Rosalba in città
- Bianca Atzei - La mia bocca
- Biagio Antonacci - In questa nostra casa nuova (feat. Laura Pausini), L'amore muore
- Cristiano Malgioglio - Dolceamaro (feat. Barbara D'Urso), Notte perfetta (feat. The Jek)
- Francesco Renga - Aspetto che torni
- Fiorella Mannoia - Il peso del coraggio
- Gigi Finizio - Buongiorno amore
- Giusy Ferreri - Le cose che canto
- Nek - Mi farò trovare pronto, Alza la radio / Sube la radio
- Patty Pravo - Un po' come la vita (feat. Briga), Pianeti
- Renato Zero - Mai più da soli
- Takagi & Ketra - La Luna e la gatta (feat. Tommaso Paradiso, Jovanotti e Calcutta), Jambo (feat. Giusy Ferreri e Omi)
- Tecla - 8 marzo
- Tiziano Ferro - Buona (cattiva) sorte, Accetto miracoli, Acepto milagros (feat. Ana Guerra)
- Vivi Jiang - I Love My Dirt
- Zucchero Fornaciari - Freedom / My Freedom, Spirito nel buio

2020
- Andrea Bocelli - Silent Night (a cappella)
- Andrea Damante - Follow My Pamp (feat. Adam Clay)
- Biagio Antonacci - L'amore muore
- Carlo Mey Famularo - Soul Cafè
- Cesare Cremonini - Giovane stupida
- Frankie hi-nrg mc - Nuvole[14]
- Gianluca Grignani - Tu che ne sai di me
- Laura Pausini - Verdades a medias (feat. Bebe)
- Marco Masini - Il confronto
- Matteo Faustini - Vorrei (La rabbia soffice), Il cuore incassa forte
- Nek - Ssshh!!!
- Roby Facchinetti - Fammi volare, Invisibili
- Vittorio Grigolo - Il Canto degli Italiani
- Zucchero Fornaciari - La canzone che se ne va, Soul Mama, September (feat. Sting), Succede, Don't Cry Angelina, Wichita Lineman

2021
- Cristiano Malgioglio - Tutti me miran (feat. Evry)
- Fiorella Mannoia - La gente parla
- Gianna Nannini - Diamante (feat. Francesco De Gregori)
- Mario Biondi - Lov-Lov-Love (feat. Incognito), Cantaloupe Island (DJ Meme Remix)
- Nek - Un'estate normale
- Roby Facchinetti - Cosa lascio di me, L'ultima parola
- Zucchero Fornaciari - Facile, Non illudermi così

2022
- Lollo G - Da Napoli a Milano (feat. Tony Colombo)
- Zucchero Fornaciari - Fiore di maggio

## Videografia
- Live in Paris 05 - Laura Pausini  (2005)
- Laura Live World Tour 09 - Laura Pausini (2009)
- Amiche per l'Abruzzo (2010)
- Modà: 1 notte, 5 ragazzi, 12.000 cuori (2013)

## Televisione

### Sigle
- Rockpolitik (2005)
- La situazione di mia sorella non è buona (2007)

### Promo
- Rock Economy (2013)
- The Voice of Italy (2013)
- Nemicamatissima (2016)
- Chi ha incastrato Peter Pan? (2017)